# Охридская архиепископия (историческая)
О́хридская архиепи́скопия (макед. Охридска архиепископија, греч. Αρχιεπισκοπή Αχρίδος) — православная автокефальная церковь, существовавшая в 1019—1767 годах. За время своего существования много раз меняла свои границы.

## История

### Под властью византийцев, болгар и сербов
В 1018—1019 годы, когда в Болгарии установилось господство византийцев Болгарская патриархия указом императора Василия ІІ Болгаробойцы была понижена рангом и преобразована в автокефальную «Архиепископию Охридскую — Юстинианой Первой и всея Болгарии» (греч. Αρχιεπίσκοπος της πρωτης 'Ιουστινιανης και πάσης Βουλγαριας), Охридская архиепископия не входила в состав Константинопольского патриархата и была изначально автокефальной архиепископией для болгар, сербов, албанцев и аромун.
В состав архиепископии входили епархии албанских и болгарских земель, Эпира и Фессалии. Границы архиепископии остались теми же, что и при болгарском царстве времён царя Самуила. Всего количество епархий достигало 31. Таким образом, Охрид стал значительным центром славянской православной культуры. Однако терпимость Византийской империи по отношению к славянам закончилась после смерти императора Василия ІІ в 1025 году, когда на кафедры стали ставиться греческие епископы, проводящие политику ассимиляции (эллинизации) местного славянского населения. В XII веке была разработана теория о преемства архиепископии от Примы Юстинианы.
По некоторым данным, до 1037 года Киевская митрополия подчинялась Охридской кафедре, а не Константинопольской Цареградской патриархии.
После восстановления Болгарского государства (1185) диоцез Охридской архиепископии вошёл в Болгарском царстве (1204—1206) и существовал наряду с Тырновской архиепископии, а затем остался в границы княжества болгарского деспота Стреза.
Со смертью князя Стреза в 1215 году, Охрид потерял часть южных епархий Моглена и Струмицы вследствие раздела княжества между Фессалониками и Эпиром.
После того как Охрид перешёл под власть Эпирского деспота Феодора Комнина вновь начался период подъёма. Патриарх Константинополя попытался упразднить автокефалию, но деспот и архиепископ активно этому воспротивились, и Охриду даже удалось вернуть некоторые епархии (в том числе Скопье). Во внутренней борьбе между греческими и болгарскими епископами при поддержке Феодора Комнина победу одержали греки, которые в итоге изгнали болгарских епископов (1219 год). В том же 1219 году из диоцеза Охридской архиепископии выделилась Печская архиепископия.
К 1230 году Охридская архиепископия, вероятнее всего, перешла под власть болгарской Тырновской патриархии (до 1246 года).
В 1334 году диоцез Охридской архиепископии попал в набиравшее силу Сербское государство, которое в 1346 году было объявлено царством.
Во время правления Стефана Душана глава Охридской церкви свободно выбирался епископами и светская власть не оказывала давления на Охридскую православную церковь.

### Под османским владычеством
В XIV веке территория Охридской Церкви распадается на ряд княжеств и начинает постепенно попадать под власть турок.
В начале XV века Софийская и Видинская епархии отторглись от Константинопольской церкви и перешли к Охридской. К ним присоединились Валашская и Молдовская митрополии, а позже и православные общины Далматии и Италии. Несмотря на расширение Архиепископии турки наносили церкви огромный ущерб, разоряя страну. Кроме того, проводилась исламизация края. В 1598 году архиепископ Варлаам Охридский был обезглавлен турками в Велесе.
После восстановления Печской (сербской) патриархии в 1557 году в её состав не только старые сербские епархии вошли, но и некоторые исконно Охридские, например Скопье, Мородвис, Разлог.
Урезанная Охридская архиепископия, находившаяся преимущественно в пределах Македонии, в XVIII веке становится центром зарождения болгарского национального пробуждения. Однако, к этому времени правящие посты в по большей части были прочно заняты греками-фанариотами, сторонниками греческих национальных или имперских реставрационных идей. К середине. К середине века положение архиепископии было довольно тяжёлым, велики были её долги. Константинополский Патриарх смог убедить султана, что независимые церкви среди нелояльных славян вредны и опасны, да ещё и неплатёжеспособны. В январе 1767 года султан
упразднил автокефальную архиепископию, подчинив её Константинопольскому патриархату (как Преспанскую митрополию). 17 мая 1767 года архиепископ Охридский Арсений II подписал акт о своей отставке, что означало конец автокефалии.

### Возрождение Охридской церкви
В XIX веке память о сравнительно недавно упразднённой Охридской архиепископии подогревала желание болгар вести борьбу за восстановление независимой Болгарской Церкви. После провозглашения Болгарского экзархата (1870) сообразно с политическими реалиями, центром воссозданной Болгарской церкви стал не Охрид, но столичные Константинополь, а затем (1914) — София.
В 1913 году Охридская кафедра переходит в состав Сербской православной церкви, затем в 1915—1918 годы — Болгарской, с 1919 — Сербской, с 1941 — Болгарской, и, наконец, с 1945 года утвердилась в составе Сербской.
Новый опыт возрождения Охридской Церкви воплотился в начале 1940-х годов в движение за образование независимой Македонской православной церкви, что и последовало на территории Македонии в рамках Сербского Патриархата в 1959 году. Однако предводители новой Македонской церкви, не довольствуясь автономией стремились к полной независимости, и в 1967 году при поддержке властей пошли на разрыв со священноначалием.

### Урегулирование статуса церкви
9 мая 2022 решением Священного синода Константинопольского патриархата признана в качестве поместной церкви на территории Северной Македонии — под именем Охридская церковь; урегулирование административных вопросов уступалось усмотрению Церкви Сербии; иерархия, клир и паства  под руководством архиепископа Стефана Веляновского принимались в евхаристическое общение. 19 мая предстоятели СПЦ и МПЦ совместно совершили литургию в Храме Святого Саввы в Белграде.
24 мая 2022 года Сербский патриарх Порфирий объявил о признании автокефалии МПЦ. 9 июня 2022 года на вечернем богослужении в храме монастыря Балыклы в Стамбуле патриарх Варфоломей вручил архиепископу Стефану патриарший и синодальный акт о принятии Церкви Северной Македонии в литургическое  общение (решение Священного синода Константинопольского патриархата от 9 мая 2022).